# Чумаля
Чумаля (баш. Сүмәлә) — деревня в Бакалинском районе Республики Башкортостан Российской Федерации. Входит в состав Михайловского сельсовета.

## География

### Географическое положение
Расстояние до:
- районного центра (Бакалы): 29 км,
- центра сельсовета (Михайловка): 4 км,
- ближайшей ж/д станции (Туймазы): 104 км.

## Население
| 2002 | 2009 | 2010 |
| ---- | ---- | ---- |
| 71   | ↘53  | ↗65  |

### Национальный состав
Согласно переписи 2002 года, преобладающая национальность — башкиры (72 %).